# 새미 아메오비
새뮤얼 올루와지 제이 "새미" 아메오비(Samuel Oluwaseyi J. "Sammy" Ameobi, 1992년 5월 1일 ~ )는 잉글랜드 태생의 나이지리아 축구 선수이다. 현재 미들즈브러에서 미드필더로 뛰고 있다.

## 수상 경력
뉴캐슬 유나이티드
- EFL 챔피언십: 2016-17